# Syed Sajjad Zaheer
Syed Sajjad Zaheer (né le 5 novembre 1899 et mort le 13 septembre 1973) est un écrivain ourdou, idéologue marxiste et révolutionnaire radical qui a travaillé en Inde et au Pakistan. Avant l'indépendance, il était membre du Parti communiste de l'Inde. Après son indépendance et sa partition, il s'est installé au Pakistan nouvellement créé et est devenu membre fondateur du Parti communiste du Pakistan,,.